# Великочернігівська сільська рада (Овруцький район)
Великочернігівська сільська рада — колишня адміністративно-територіальна одиниця та орган місцевого самоврядування в Овруцькому районі Коростенської і Волинської округ, Київської і Житомирської областей УРСР та України з адміністративним центром у с. Велика Чернігівка.

## Населені пункти
Сільській раді підпорядковувались населені пункти:
- с. Велика Чернігівка
- с. Богданівка
- с. Камінь
- с. Мала Чернігівка
- с. Мамеч
- с. Нивки
- с. Привар

## Населення
Кількість населення ради, станом на 1923 рік, становила 1 656 осіб, кількість дворів — 349.
Відповідно до результатів перепису населення СРСР, кількість населення ради, станом на 12 січня 1989 року, становила 2 282 особи.
Станом на 5 грудня 2001 року, відповідно до перепису населення України, кількість мешканців сільської ради становила 1 239 осіб.

## Склад ради
Рада складалася з 14 депутатів та голови.

## Керівний склад сільської ради
| ПІБ                           | Основні відомості                                                                       | Дата обрання | Дата звільнення |
| ----------------------------- | --------------------------------------------------------------------------------------- | ------------ | --------------- |
| Гримашевич Віктор Миколайович | Сільський голова, 1961 року народження, освіта, безпартійний                            | 26.03.2006   | 31.10.2010      |
| Гримашевич Віктор Миколайович | Сільський голова, 1961 року народження, освіта вища, член Партії регіонів               | 31.10.2010   | 18.03.2012      |
| Бобик Тетяна Іванівна         | Сільський голова, 1964 року народження, освіта середня спеціальна, член Партії регіонів | 18.03.2012   |                 |

Примітка: таблиця складена за даними джерела

## Історія
Створена 1923 року в складі сіл Велика Чернігівка, Камінь, Мала Чернігівка та хутора Сочинці Гладковицької волості Овруцького повіту Волинської губернії. 7 березня 1923 року увійшла до складу новоствореного Овруцького району Коростенської округи. Станом на 1 жовтня 1941 року х. Сочинці не перебуває на обліку населених пунктів.
Станом на 1 вересня 1946 року сільрада входила до складу Овруцького району Житомирської області, на обліку в раді перебували села Велика Чернігівка, Камінь та Мала Чернігівка.
11 серпня 1954 року до складу ради приєднано села Богданівка та Мамеч ліквідованих Богданівської та Мамецької сільських ради Овруцького району. 2 вересня 1954 року до складу ради увійшов х. Привар Будо-Любівської сільської ради Овруцького району.
Станом на 1 січня 1972 року сільрада входила до складу Овруцького району Житомирської області, на обліку в раді перебували села Богданівка, Велика Чернігівка, Камінь, Мала Чернігівка, Мамеч та Привар.
12 серпня 1974 року с. Привар відійшло до складу Журбівської сільської ради Овруцького району. 15 квітня 1995 року до складу ради включено села Нивки та Привар ліквідованої Переїздівської сільської ради Овруцького району.
Припинила існування 9 листопада 2017 року в зв'язку з об'єднанням до складу Овруцької міської територіальної громади Овруцького району Житомирської області.